# 1981年道孚地震
北京时间1981年1月24日凌晨5:13（协调世界时1981年1月23日晚上21:13），中国四川省发生了一场黎克特制6.8级地震，人称1981年道孚地震，共计造成约150人死亡，还有约300人受伤。它对震央附近造成极大破坏。

## 特点
震央位于四川省道孚县。官方记录震级为6.8，面波震级则达6.6。控制良好的震源机制解显示，地震可能是道孚的左移斷層造成的。道孚断层是鲜水河断裂带的一部分，1973年至1982年间间接经历了4次震级高于6.0的地震，当中每次地震都引发下一次地震，原因是应力状态已改变。据报道，1981年的这次地震致使44公里的地表破裂。

## 破坏及伤亡人数
这个地震造成大约150人死亡，300多人受伤。地震也导致极大破坏，但仅限于周遭地区。